# Suffolk (fårras)

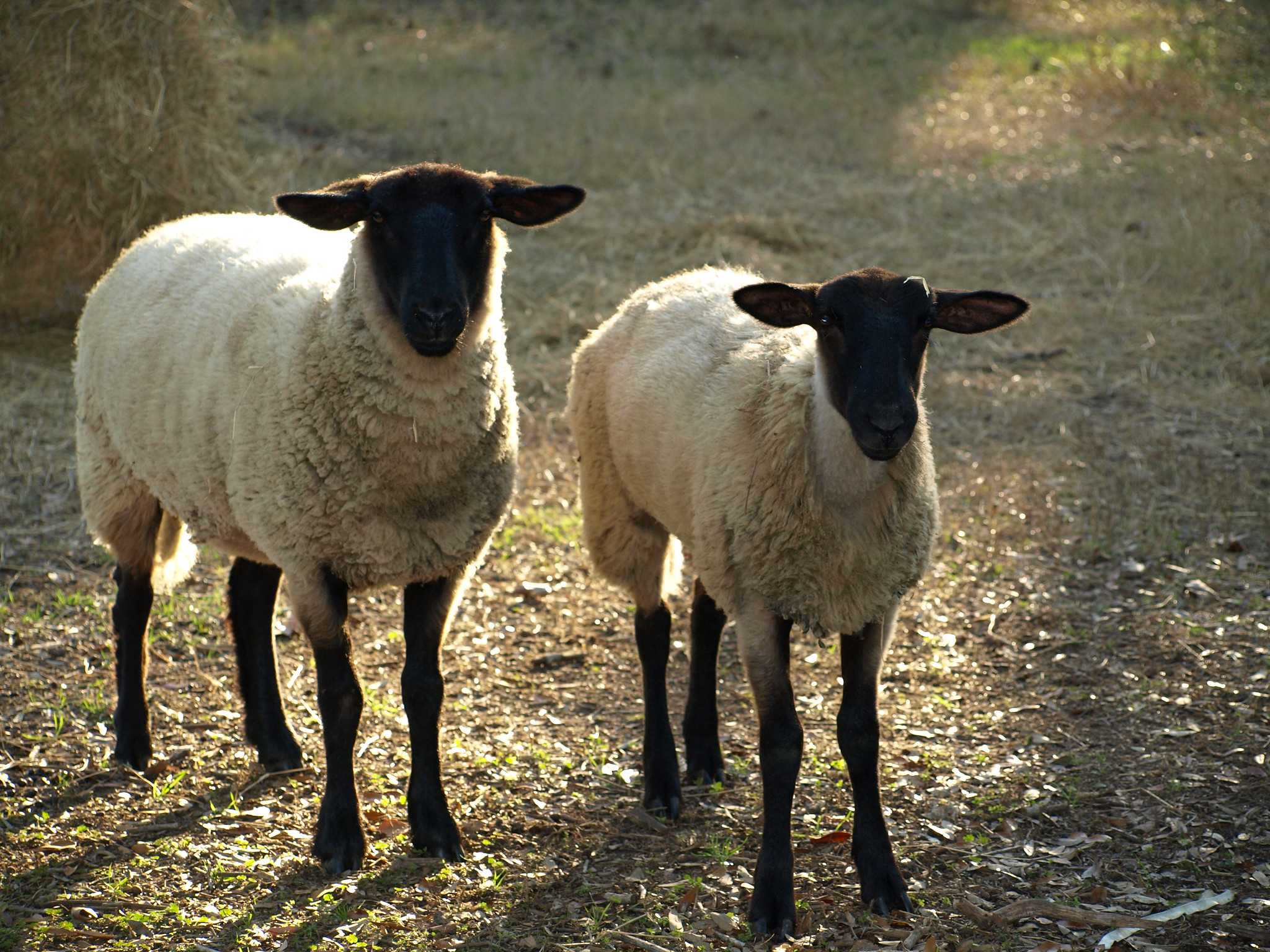
Suffolk-får

Suffolk är en fårras som har sitt ursprung i Storbritannien och är framkorsad från Southdown och Norfolk Horn. Den är kullig och vit med svart huvud och svarta ben. Rasen onmämns i mitten på 1800-talet
Suffolkfår används i första hand till köttproduktion och gärna med korsningar med andra raser med goda förutsättningar. Rasen anses vara mindre känslig för förgiftning av myrlilja. Utomlands, till exempel i Storbritannien och USA, är rasen populär bland utställare. Den har en god tillväxt.
I Sverige finns ungefär 500 renrasiga tackor (2007). En tacka väger normalt ca 80-100 kg och en bagge ca 120-140 kg.